# 东阳白坦民宅
东阳白坦民宅是浙江省东阳市境内的一组民居建筑，位于东阳市巍山镇白坦村，由福舆堂、务本堂两座建筑组成。福舆堂建于清嘉庆至咸丰年间，由双轴线、四房组成品字形布局，占地面积一万余平方米，建筑面积约5127平方米。务本堂建于清嘉庆至民国初，由务本堂、菊庄厅、三立堂形成横向布局，占地面积约3100平方米，建筑面积约3420平方米。两座建筑均使用木雕、石刻、壁画等装饰工艺。2019年10月，东阳白坦民宅被列入第八批全国重点文物保护单位。